# Містер Генкі, різдвяна какашка
«Містер Генкі, різдвяна гімняшка» (англ. Mr. Hankey, the Christmas Poo) — дев'ятий епізод серіалу «Південний Парк», його прем'єра відбулася 17 грудня 1997 року. Це перший різдвяний епізод серіалу.

## Сюжет
Третьокласники під керівництвом містера Гаррісона готують різдвяну постановку, в якій роль Йосипа, чоловіка Богородиці, грає Кайл. Несподівано в школу є його мати, незадоволена тим, що Кайл бере участь в постановці про Ісуса - адже він юдей. Кайл пропонує замінити різдвяний символ з Ісуса на містера Генкі, різдвяну какашку (про яку невідомо нікому, крім нього). Репетиція зривається; після школи інші діти відмовляються займатися з Кайлом приготуваннями до Різдва, і він співає пісню «Одинокий єврей на Різдво».
Увечері біля мерії виникає величезний мітинг. Підхопивши ідею Брофловські, різні меншини починають протестувати проти різних елементів свята. Мер з помічниками вирішують провести спеціальне дослідження, щоб влаштувати в місті найбільш політкоректне Різдво. Кайл перед усіма городянами знову згадує про містера Генкі.
Увечері Кайла вичитують батьки, переконуючи, що містера Генкі не існує; проте під час приготувань до сну різдвяна какашка з'являється Кайлу з унітазу. Містер Генкі починає співати і випісювати написи. Кайл хапає його і, коли батьки вламуються в туалет, вони бачать Кайла з шматком фекалій в руці.
На наступний день Кайл вирішує принести містера Генкі в школу, щоб Стен, Кенні і Картман могли переконатися в його справжності. Коли він відкриває коробочку з містером Генкі на зупинці, то вони знову ж бачать нерухомий шматок фекалій. У школі починаються репетиції «політкоректної» вистави, без Санти і Ісуса; намагаючись придумати, яку заспівати різдвяну пісеньку, Картман вирішує заспівати  ту, з чиєї вини зіпсований свято, і співає «Мамка Кайла - сука» в ре мінор. Під час цієї пісні містер Генкі оживає і, вирішивши покарати Еріка, стрибає йому на обличчя.
Всі ж побачили, що Кайл кидається фекаліями в людей, і його відправляють до психолога. Містер Мекі каже, що Кайл - «фекалофіл, одержимий сортирним смородом» і стверджує, що йому можна допомогти. Однак, помітивши в своїй чашці як купається містера Генкі, він  лютує і відправляє Кайла в психіатричну лікарню.
У школі починається спектакль. Супроводжуваний безглуздою музикою Філіпа Гласса малоосмислений рух по сцені, «політкоректний» спектакль викликає невдоволення у всієї публіки, включаючи Брофловські; зав'язується бійка. Тим часом Шеф запитує у дітей, де Кайл; коли ті відповідають, що він в психлікарні, оскільки марить різдвяною какашкою, з'ясовується, що Шеф теж знає містера Генкі. Він просить дітей, щоб ті повірили в нього, і вони, зрозумівши, що Кайл не збожеволів, кажуть, що вірять в містера Генкі. Тоді він з'являється і заспокоює всіх.
Жителі міста разом з містером Генкі йдуть в психлікарні до Кайл і пояснюють йому, що зрозуміли, як помилялися, і всі разом співають пісеньку «Містер Генкі - різдвяна какашка». Тим часом (цей фінальний епізод показується в середині титрів) самотній Ісус сидить в студії своєї програми і співає: «З днем народження мене», після чого задуває свічки на торті.

## Смерть Кенні
Протягом всієї серії іронічно обігрується неминучість смерті Кенні: його посилають на найнебезпечніші завдання, він потрапляє в складні ситуації (витягнути з розетки, навколо якої розлита вода, всі шнури, або залізти на самий верх сходів, розташованих над басейном з акулою). Коли в кінці всі герої стоять перед нами (живий Кенні - серед них), Кайл говорить: «Знаєте, мені здається нібито щось не так»; Картман додає: «Так, як ніби-то щось не закінчено». Стен запитує: «І що ж це може бути?» Після недовгої паузи на екрані з'являється напис «The End» (Кінець), і Кенні волає від радості.

## Персонажі
У цьому епізоді вперше з'являються:
- Містер Генкі
- Джеральд Брофловськи
- Половинкин

У дитячому хорі, що з'являється на самому початку епізоду, співають:
верхній ряд — Берта (друга зліва) і троє невідомих хлопчиків;
середній ряд — Фоссі, Терренс, Крейг, невідома дівчинка (виглядає як Енні з іншим кольором волосся), Кевін;
нижній ряд — невідомий хлопчик (точна копія стоїть у верхньому ряду), Бібі, Енні, невідомі хлопчик і дівчинка, Піп.
Також у виставі беруть участь: Стен (оповідач), Венді (діва Марія), Кайл (Йосип), Картман (волхв), Дог Пу і Клайд (в коронах), Кенні (ангел) і ще троє невідомих дітей. Під час співу Картманом пісні про маму Кайла серед дітей, що репетирують у виставі, з'являється Токен, а під час самої вистави — Баттерс.

## Пародії
Фраза, яку Кайл говорить, співаючи пісню про дрейдел, — «другий куплет, так само, як перший» (англ. Second verse, same as the first) — взята з пісні Herman's Hermits «I'm Henery the Eight, I Am».
Натяк на «Пітера Пена» -  містер Хенкі з'являється, тільки якщо в нього вірити.

## Факти
Основа сюжету взята з реального життєвого досвіду: зі спогадів Метта Стоуна, єврея за національністю, про те, як він не знав, чим зайняти себе на Різдво, і спогадів Трея Паркера про аналогічну ситуацію у його єврейського знайомого часів дитинства.
Двоє з команди творців серіалу називають сцени з цього епізоду своїми улюбленими. Режисер-аніматор Ерік Стоф вважає своїм улюбленим моментом в шоу першу поява містера Хенкі: він пояснює це тим, що не думав, що телекомпанія наважиться пустити в ефір сцену з танцюючим шматком лайна, а також тим, що її анімований аніматор Тоні Нагнес. Продюсер Френк Егнон називає своїм улюбленим моментом сцену зі співом Кайлом пісні «The Lonely Jew on Christmas».
Напис «Noel», яку пише на дзеркалі в туалеті містер Хенкі, означає Різдво по-французьки.
У кімнаті Кайла на стіні висить плакат «Go Cows» (Вперед, корови - корови є символами міської школи), а на столі стоїть його фото зі слоном (якого Кайл завів собі в епізоді «І покохав слон свиню»).
У цьому епізоді вперше в серіалі з'явилася ремінісценція на одного з дитячих кумирів Південного Парку - Джона Елуея.
У цьому епізоді Картман вперше виконує образливу пісню про маму Кайла. Її ж, але в переробленому вигляді, він виконує в повнометражному мультфільмі.